# Очеретянка (рослина)
Очеретянка або кана́ркова трава́ (Phalaris) — рід трав'янистих рослин родини тонконогові (Poaceae). Етимологія: від дав.-гр. φαλαρος (phalaros) — «блискучий», бо колосочки сріблясті й блискучі.

## Опис
Це однорічні або багаторічні трав'янисті рослини, які ростуть у пучках або кореневищні. Висота трав значно коливалася (до 40 см у Phalaris canariensis, до 2.5 м у Phalaris arundinacea). Листки прості; листові пластини лінійні, плоскі; лігули мембранні. Суцвіття — волоть. Колоски сильно стиснуті з боків, квіточок 3, але нижчі 2, як правило, зведені до стерильних лем, а верхня квіточка двостатева. Колоскові луски приблизно однакові, човникоподібні, довжиною з колоски, трав'янисті, виражено 3-жильні; стерильні леми до 1/2 довжини родючих лем, вузькі, часто волохаті. Родючі квітки коротші ніж колоскові луски, без остюків; родючі леми голі або запушені, часто блискучі, з боків стиснуті; верхні квіткові луски нагадують лему, 2-жильні. x = 7.

## Поширення
Вісімнадцять видів: головним чином у Середземноморському регіоні та теплих і помірних частинах Нового Світу, один вид циркумбореальний; кілька видів поширені як адвентивні.
В Україні зростають:
- Phalaris arundinacea L. — очеретянка звичайна
- Phalaris canariensis L. — очеретянка канаркова
- Phalaris minor Retz. — очеретянка мала

## Використання
Деякі види використовуються в сухих квіткових композиціях. Phalaris canariensis зазвичай використовується для годування птахів.
Деякі види Phalaris містять алкалоїд граміна, який для баранів і меншою мірою для биків (Bovini) є токсичним і може завдати шкоди мозку та іншим пошкодженням органів, а також центральної нервової системи; це може навіть призвести до смерті. Найбільш ризикованими видами є: Phalaris arundinacea, Phalaris aquatica та Phalaris brachystachys.